# Pfannhaus

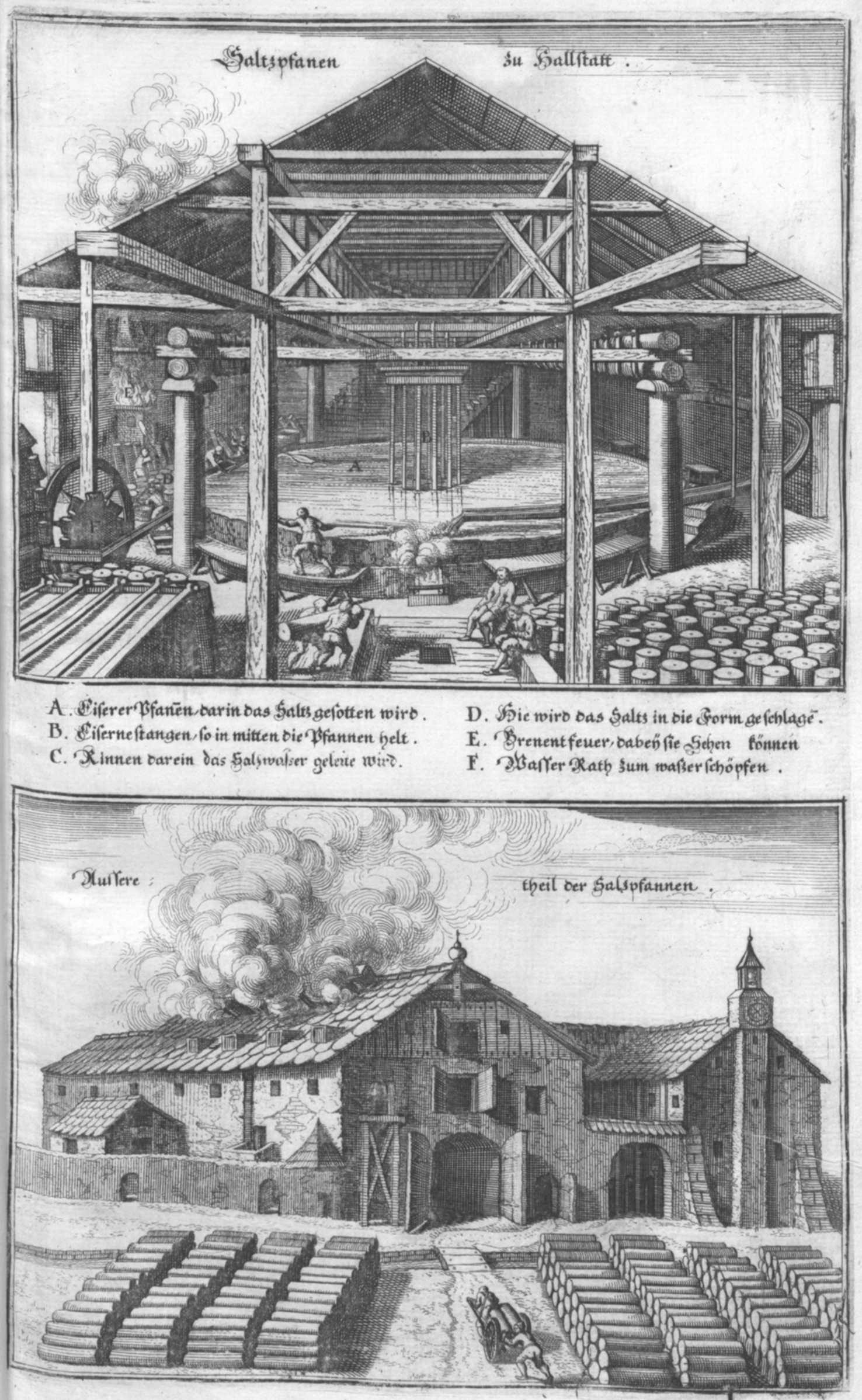
Die Saltzpan zu Hallstätt (Merian, 1679)

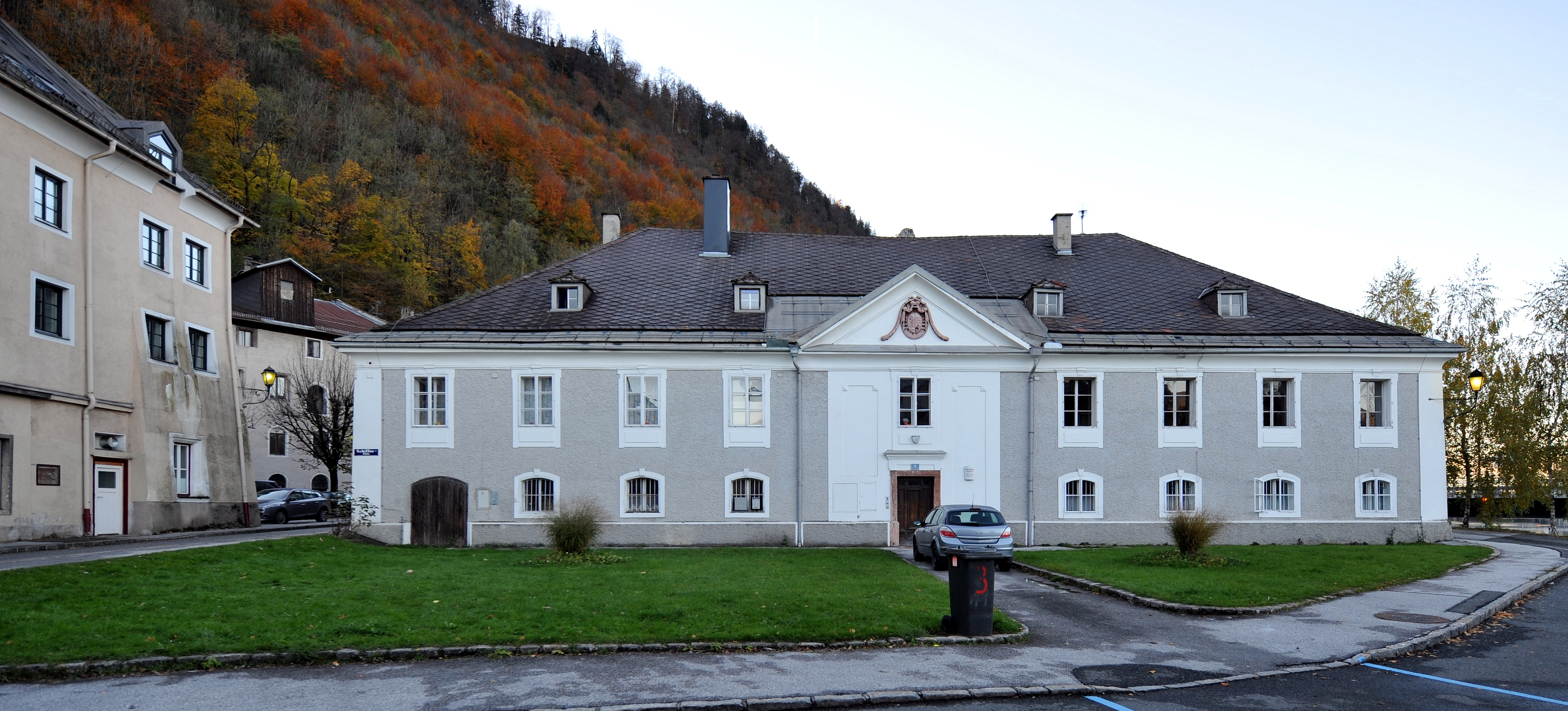
Colloredo-Sudhaus in Hallein

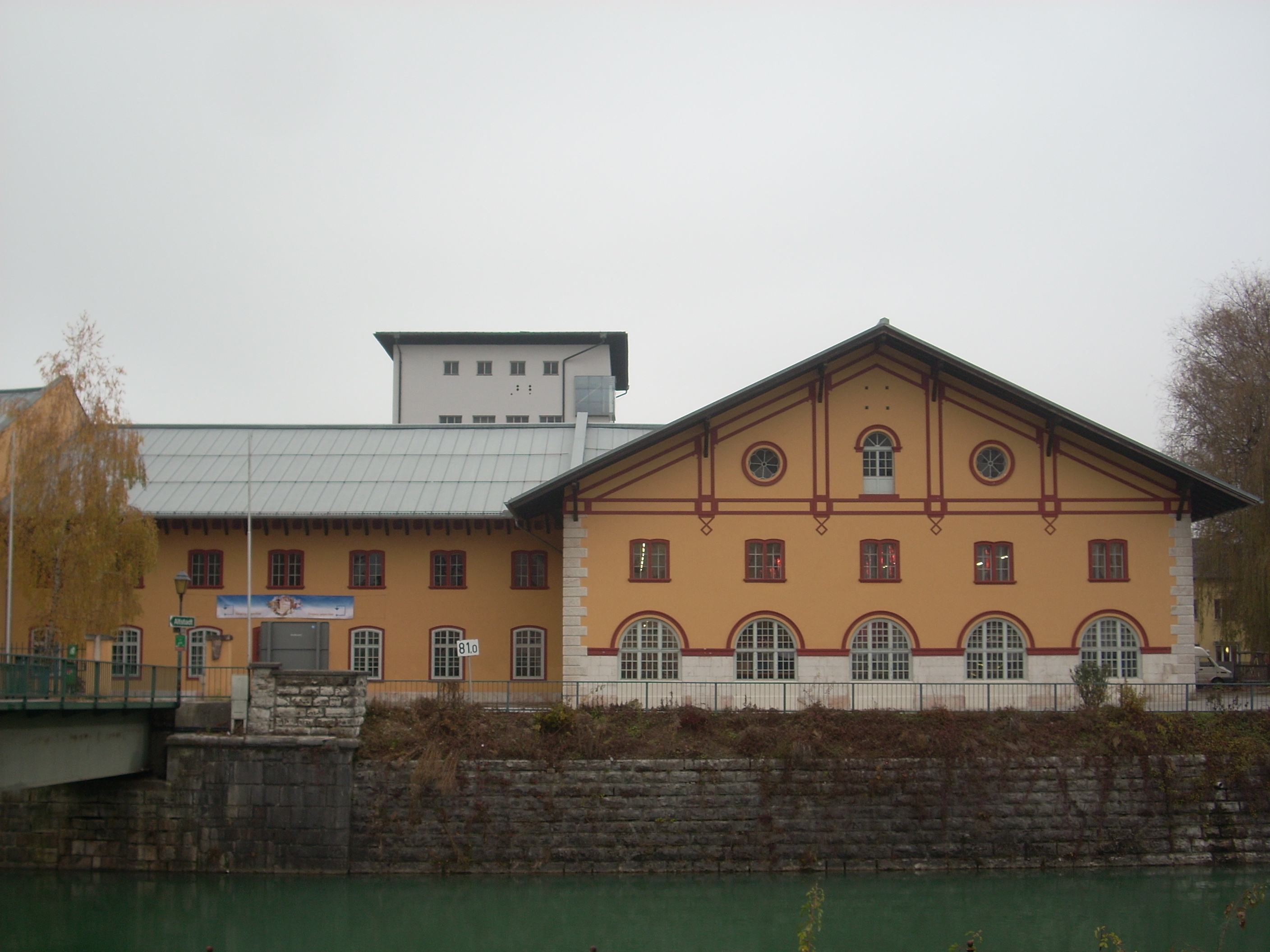
Alte Saline Hallein, Pernerinsel

Als Pfannhaus wurde im österreichischen Hallein, im Salzkammergut, in Tirol und in Bayern das Gebäude einer Saline bezeichnet, in dem eine „Pfanne“ zur Salzgewinnung installiert war. So sind etwa „... im ersten Drittel des 12. Jahrhunderts urkundlich das Kloster St. Peter“ erwähnt, das „bereits in dem Besitze einer (halben?) Salzpfanne oder Pfannstätte zu Gamp“ war und  1401 das „phannhaus ze Hall im Jntal“, das Pfannhaus in Hall, urkundlich bezeugt. Gegen Ende des 19. Jahrhunderts wurden diese Fachbegriffe durch die Bezeichnungen Sudhaus für das Gebäude und Sudpfanne für die Pfanne verdrängt.

## Arbeitsprozess
Um aus der in den Laugwerken des Salzbergbaues gewonnenen Kochsalzlösung, der Sole oder Sulze, Salz zu gewinnen, ist es notwendig, deren Wasseranteil von etwa 75 Gewichtsprozenten zu verdampfen und damit das Salz zum Kristallisieren zu bringen. In Anbetracht der erforderlichen Gerätschaften, der Arbeitsteilung und der Vielfalt der Aufgaben wird die Verdampfung der Sole den industriellen Tätigkeiten zugerechnet. Dieser Verdampfungsprozess erfolgte in flachen offenen Becken, den Pfannen, deren Bodenfläche leicht geneigt war, sodass die Salzkristalle zum Pfannenrand hingezogen und aus der Mutterlauge herausgehoben werden konnten. Das Salz wurde in regelmäßigen Zwischenräumen von zwei bis drei Stunden mit Krücken, das waren Holzgeräte, bestehend aus einem Stiel und einem daran befestigten Brett, zusammengezogen und aus der Mutterlauge, der Lab „ausgepehrt“. Zur Erzeugung von 150 Kilogramm Siedesalz musste in den Pfannhäusern des Salzkammerguts ein Raummeter Holz verfeuert werden. Bis zur Wende des 19. zum 20. Jahrhundert wurde in den österreichischen Pfannhäusern ausschließlich Formsalz erzeugt.

## Pfanne
Die zentrale produktionstechnische Einrichtung im Pfannhaus war die eiserne Pfanne, in welcher die Sulze (gesättigte Kochsalzlösung) gesotten (eingedampft) wurde. Die Größe der Pfannen wuchs im Laufe der Entwicklung beträchtlich: in Hallstatt von 32 m² zu Beginn des 14. Jahrhunderts auf 361 m² im Jahr 1697. Die großen Pfannen wurde aus etwa zwei Dutzend „Stücken“ zusammengesetzt, welche jeweils wiederum aus 220 bis 390 vernieteten, etwa 26 × 52 cm großen Blechen bestanden. Da die handwerklich gefertigten Bleche unregelmäßig stark waren, mussten deren Verbindungsstellen zusätzlich noch mit einem Gemenge aus Kalk und Lehm abgedichtet werden, womit das Ausrinnen der Sulze unterbunden werden sollte. Um die Blechteile vor allzu großer Hitze zu schützen und ein Durchschmelzen des Metalls zu verhindern waren die Stücke auch an der Feuerseite mit Lehm beschichtet.
Der umgerechnet 0,5 m hohe Pfannenrand lag auf einer Umfassungsmauer auf, während die Unterstützung des Pfannbodens durch etwa 250 bis 300 massive Steinpfeiler erfolgte, welche Pfannsteher hießen, „deren zweÿerleÿ Sorten sÿnt: nemblich Rott: und weisse Stain“ dabei waren die roten, eisenoxidhaltigen Steine so feuerbeständig, dass sie etliche Wochen der starken Hitze unter der Pfanne standhielten, während die weißen Steine im Feuer nicht beständig waren, zu Stückkalk (CaO) brannten, und „dahero, und sonderlich die Jenige, so voran am Feuer stehen, vast alle 8. Tag mit weiss oder anderen frischen Stehern“ ausgewechselt werden mussten.
Unter der Wirkung der Heizgase wurden also die Pfeiler zu Kalk gebrannt, büßten ihre Tragkraft ein und mussten häufig ausgewechselt werden. Die Einführung dauerhafterer „Pfannsteher“ aus zylindrischen Ziegeltrommeln erfolgte in Hallstatt ab der Mitte des 18. Jahrhunderts.
Die extreme Hitzebelastung schädigte aber auch die Pfanne derartig stark, dass etwa alle fünf bis sieben Wochen der Sudbetrieb eingestellt werden musste, damit durch das, durchschnittlich eine Woche dauernden, „Pfannbraithen“ die Pfanne wieder instand gesetzt werden konnte.

„Ohngefehr auff ein Meil Wegs von der Statt / in dem Gebürg / ist ein Saltzbergwerck / in welchem die Saltzstein / wie ein ander Ertz / herausser gehauen / und in grosse darzu gemachte Gruben geworffen werden: Alsdann laßt man solche Gruben mit süssem Wasser voll anlauffen / dasselbe etlich Monat lang / biß die Saltzstein wol zergangen / und sich das unreine zu Boden gesetzt hat / stehen; dann probirt man das Wasser mit einem darzu bereiteten Holtz: Findet man es zu reich am Saltz / so laßt man mehr süsses Wasser daran. Wann es dann an der Prob recht befunden / so wird es in höltzern Teichlen in die Statt zu der Saltzpfannen in grosse höltzerne Kästen geführt / die so hoch gelegen / daß solch Wasser ferners in die Pfannen leichtlich mag geleitet werden. In diesem Saltzhauß hat es vier starcke eiserne Pfannen / deren jede acht und viertzig Werckschuh lang / 34. breit / und 3. tieff ist. Wird jede / mit allem Unkosten / biß sie gemacht wird / auff drey tausend Gulden angeschlagen / und mag eine ungefehr zehen Jahr gebraucht werden / doch muß man sie stets mit flicken / und außbessern / erhalten. Wann man die Pfannen macht / so schlagen 15. Schmid zumal auff einen Nagel / welcher genietet wird. Es haben solche Pfannen Windöfen / welche ungefehr ein Schuh weit / und sechs hoch seynd. Alle Pfannen seynd mit Pfeilern untermauert / von wegen ihrer gewaltigen Grösse. Eine Pfannen von den vieren lasset man allwegen 7. Tag ruhen / und siedet nur in den 3. und um Jacobi läßt man alle Pfannen 3. Wochen feyren. Es sollen am gantzen Werck / in dem Bergwerck / bey den Saltzgruben / in Wälden zum Holtzhauen / zum flötzen / in der Hall zum sieden (darzu das Brennholtz mit geringem Kosten auff dem Yhn kan gebracht werden /) sampt allen Handwercks- und Befelchsleuten / was mit diesem Saltzwerck zu thun hat / alle Tag auff die tausend Personen gebraucht werden. Und solle gleichwol diß Saltzwerck / welches allbereit ein gutes über die dreyhundert Jahr gewähret hat / deß Jahrs / über allen Unkosten / biß in die 150. tausend Gulden Uberschuß ertragen.“

## Pfannhäuser, Sieden bzw. Sudhäuser der Stadt Hallein
In der Salzstadt Hallein standen im Mittelalter ca. 9 Pfannhäuser.
- 1198 Siede Äbtissin, genannt Abtess, ausgebaut 1576 und als Pfanne Ruprecht (Robertplatz)
- ca. 1200 Pfanne Taking,  aufgelassen 1560. Schenkung von St. Peter
- ca. 1200 Pfanne Neusieden, genannt Altgoldegg, aufgelassen 1558 (Oberer Markt)
- 1201 Siede Werch, stillgelegt 1617 (Bayrhamerplatz)
- 1201 Pfanne Oberhof, 1576 als Reservepfanne erwähnt, 1780 zusammen mit Pankrazkapelle abgebrannt (Unterer Markt)
- 1201 / 1207 Siede Haus, aufgelassen 1580 (Robertplatz)
- 1207 Pfanne Niederhof, 1556 vergrößert und 1786 abgebrannt (Ursulaplatz)
- ca. 1210 Pfanne Zistel, 1562 und 1597 noch in Betrieb, ersetzt durch Pfannhaus Raitenau bis 1860. (Unterer Markt)
- 1242 Pfanne Wieting 1670 ersetzt durch Pfanne Khuenburg (Wiesengasse / Banngasse)
- 1558 Pfanne Neusieden - Neugoldegg bis 1863, dann durch alte Saline auf der Pernerinsel ersetzt.  (Torbogen erhalten am Ursulaplatz)
- 1576 Pfanne Ruprecht, 1823 abgebrannt und als Dörrhaus weiterbetrieben (Robertplatz)
- 1670 Siede Khuenburg, in Betrieb bis 1826, Abbruch 1840/41 (Torbogen und Grundmauern erhalten in Wiesengasse / Banngasse)
- 1796/99 Siede Colloredo, umgebaut 1802, aufgelassen 1803, war eine Fehlkonstruktion, ist das letzte erhaltene Sudhaus in Hallein
- 1860 Neue Saline, Ersatz für Raitenau und Neugoldegg, 1954 aufgelassen. Auf der Pernerinsel existiert noch 1 von den 4 Pfannen.[4]

## Letzte Sudpfanne Europas
1860 wurden vier rechteckige Sudpfannen nach den Plänen von Ritter Franz von Schwind auf der Halleiner Pernerinsel in Betrieb genommen, diese hatten eine Jahreskapazität von 25.000 Tonnen. Eine dieser Sudpfannen befindet sich noch in der Alten Saline in Hallein, diese wohl älteste Salzsiedepfanne Europas könnte museal genutzt werden und wartet auf Renovierung.